# 向森之魔物獻上花束
《向森之魔物獻上花束》是日本作家小木君人撰寫的奇幻輕小說。2012年4月23日由小學館旗下《GAGAGA文庫》出版書籍，Soto擔綱插畫。講述在不受待見的人類少年與被稱為怪物的魔物少女，兩人之間的愛情故事。繁體中文版由台灣東販代理，並於2014年1月24日發售，譯者為K.K.。本作在第二屆店員最愛輕小說大賞獲得第9名。

## 劇情簡介
作為克蘭斯家族繼承人必經的「藍薔薇試煉」，克雷歐·克蘭斯須前往魔物肆虐的森林，並帶回藍薔薇。但他唯一的助手葛雷格·李在森林中丟下他而離去，他在無奈之下只能獨自想方設法離開森林。

## 主要角色
克雷歐·克蘭斯
本作男主角。種族為人類，克蘭斯家族的長子。故事開始時為15歲。與早逝的母親蘿莎莉亞一樣體弱多病。喜歡繪畫，在繪畫時會非常專注。小時候被父親以繼承人來訓練，但在弟弟羅倫斯出生後就被冷落，認為自己不受父親期待，造就了自卑的性格。
蘿莎莉
本作女主角。種族為魔物，外貌似少女。頭髮為淡綠色，上面有一朵大小與頭部相近、看似薔薇的黃花，背部有類似藤蔓的觸手。原本沒有名字，遇見克雷歐後被取名為「蘿莎莉」，緣由是與他母親的名字相似。她的腦中有一個其他人聽不到的聲音，自稱「本能」。

## 出版書籍
| 小學館        | 小學館                 | 台灣東販      | 台灣東販               |
| 發售日期      | ISBN                   | 發售日期      | ISBN                   |
| ------------- | ---------------------- | ------------- | ---------------------- |
| 2012年4月23日 | ISBN 978-4-04-073541-2 | 2014年1月24日 | ISBN 978-986-331-295-6 |

### 書目
1. 小木君人（2014）。《向森之魔物獻上花束》。K.K.譯。台北：台灣東販。

### 網頁
1. 1 2  . Sony Reader Store.   [2022-02-20]. （原始内容存档于2022-02-20） （日语）.
2. ↑  . aniarc news 動漫新聞. 2013-03-21  [2022-02-20]. （原始内容存档于2013-08-07） （中文（臺灣））.
3. ↑  . 台灣東販.   [2022-02-20]. （原始内容存档于2022-02-20） （中文（臺灣））.

## 外部連結
- 向森之魔物獻上花束簡介（小學館） （页面存档备份，存于） （日語）